# Mannö
Mannö (även Magnusholm, kihnumål Manõja, estniska: Manija eller Manilaid, tyska: Manja) är en 1,87 kvadratkilometer stor ö mellan udden Torila ots på fastlandet och Kynö i sydvästra Estland. Den ligger i Tõstamaa kommun i landskapet Pärnumaa, 140 km söder om huvudstaden Tallinn. 
Terrängen på Mannö är mycket platt och öns högsta punkt är 6 meter över havet. Det är en långsmal ö som sträcker sig 4,4 km från sydväst till nordost. Öns norra udde benämns Kuevasiär och dess spets Kuevasiäre ots. Öns södra udde benämns Papina ots eller Papinina och där står fyren Manilaiu tulepaak. Byn på ön heter samma som det estniska namnet för ön, Manija. 

## Galleri

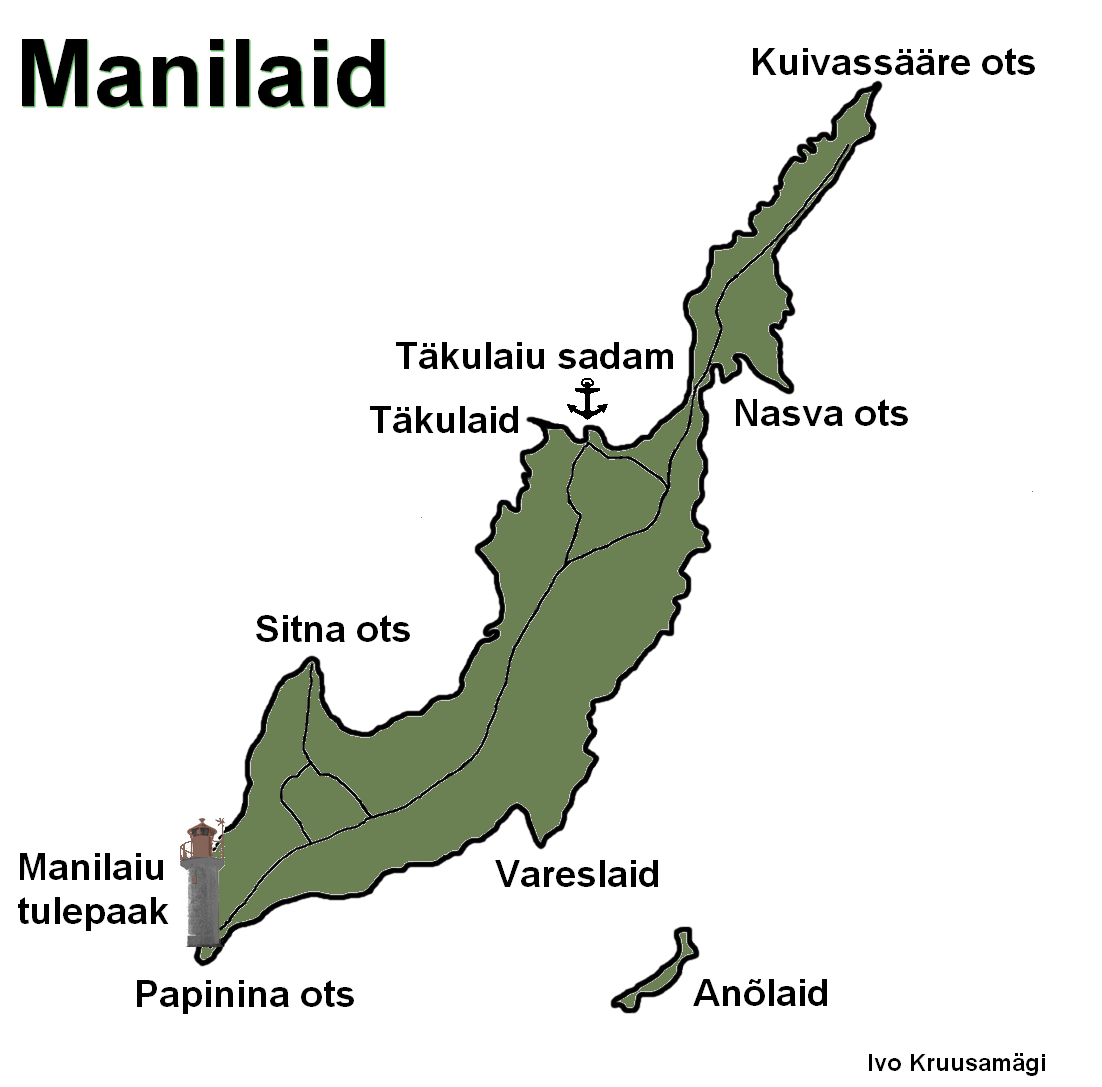
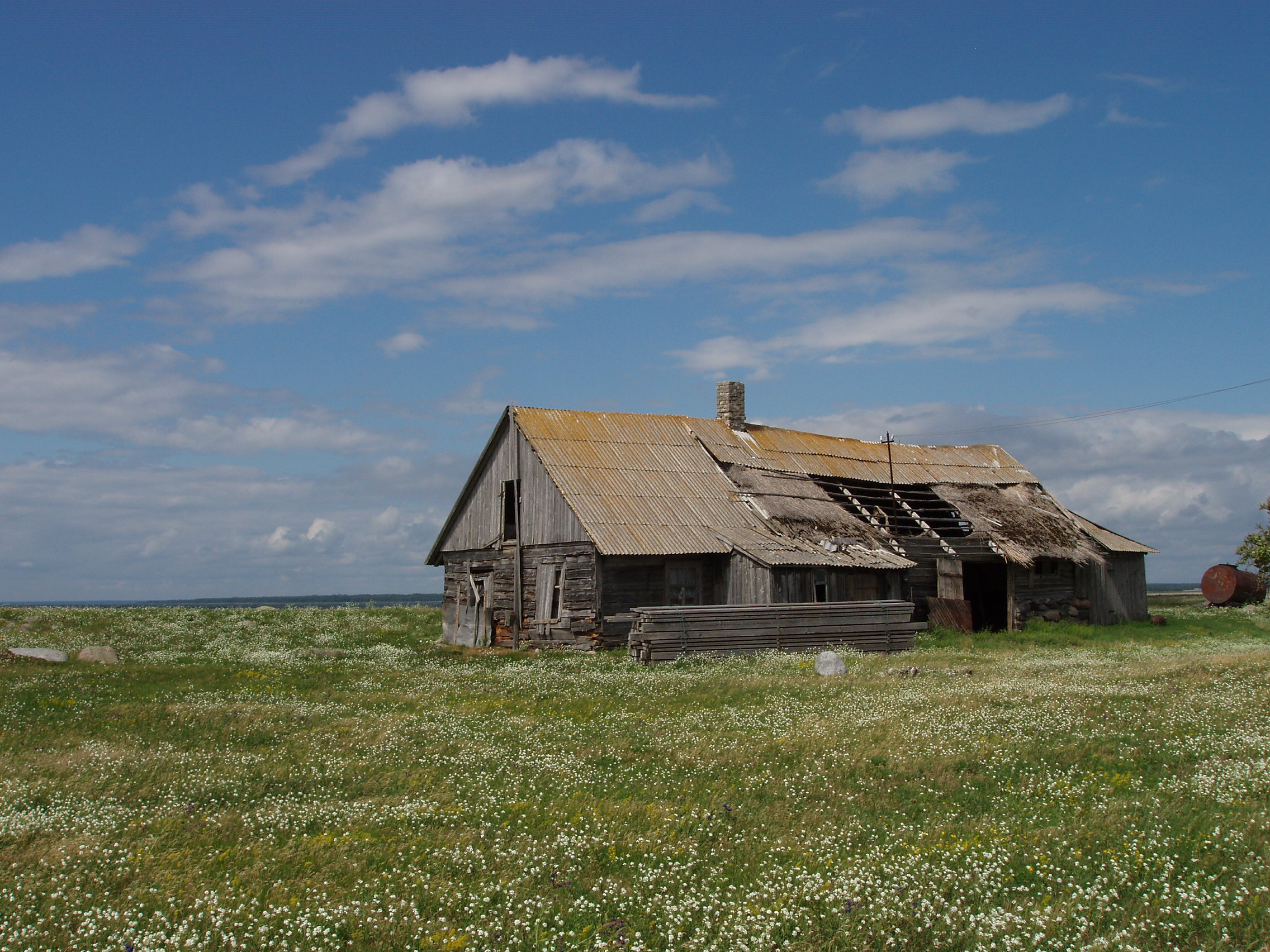
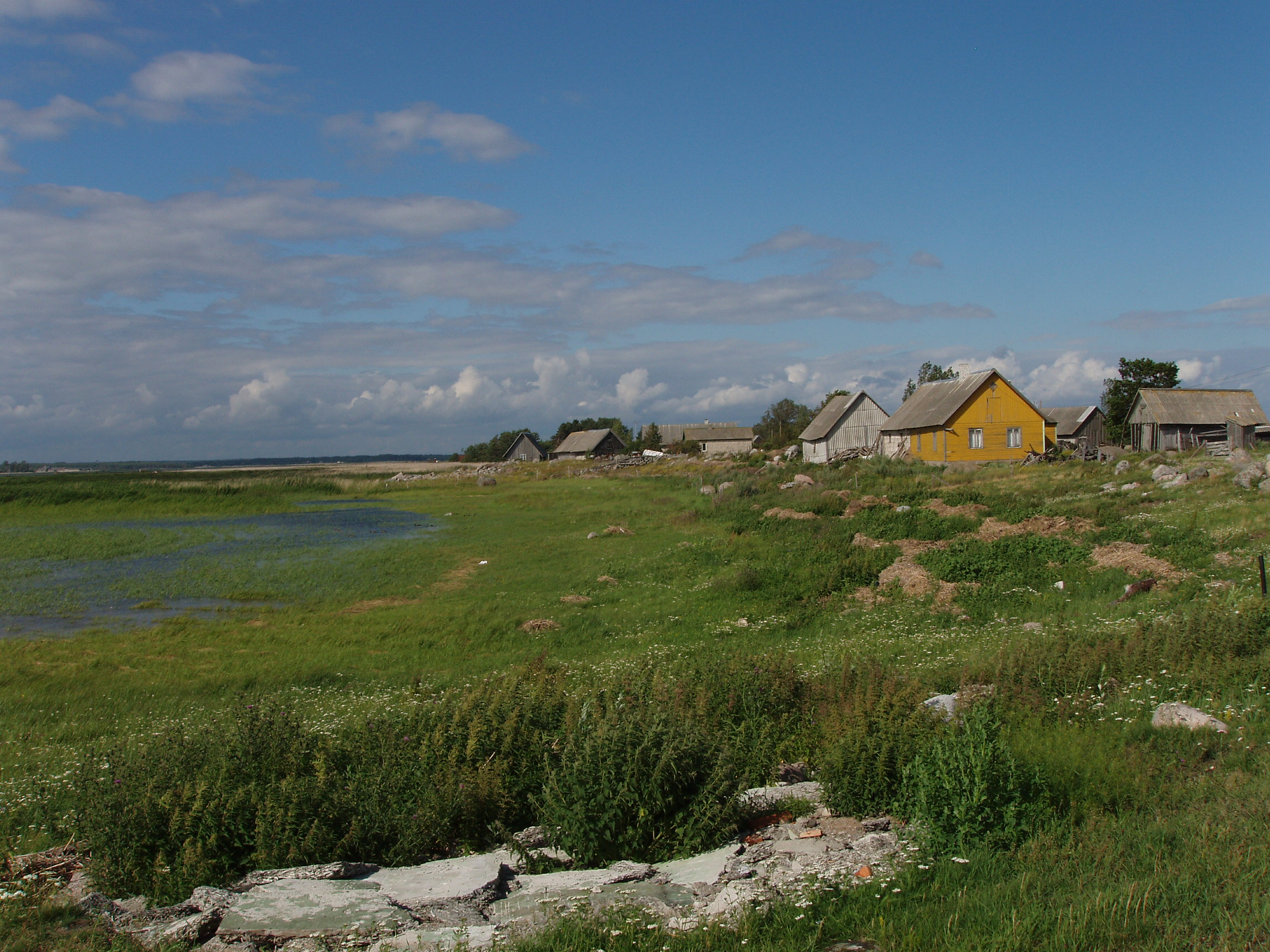
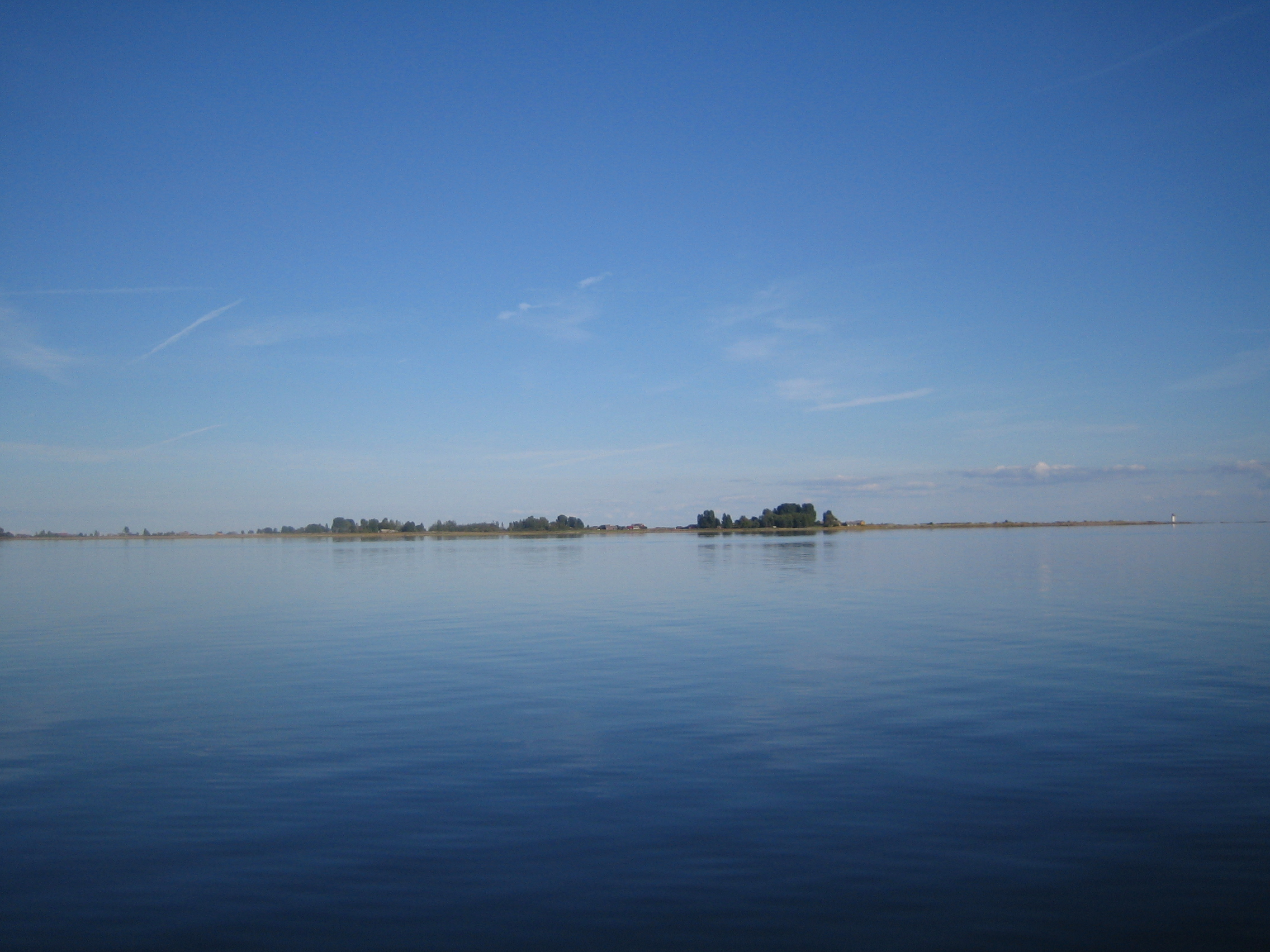
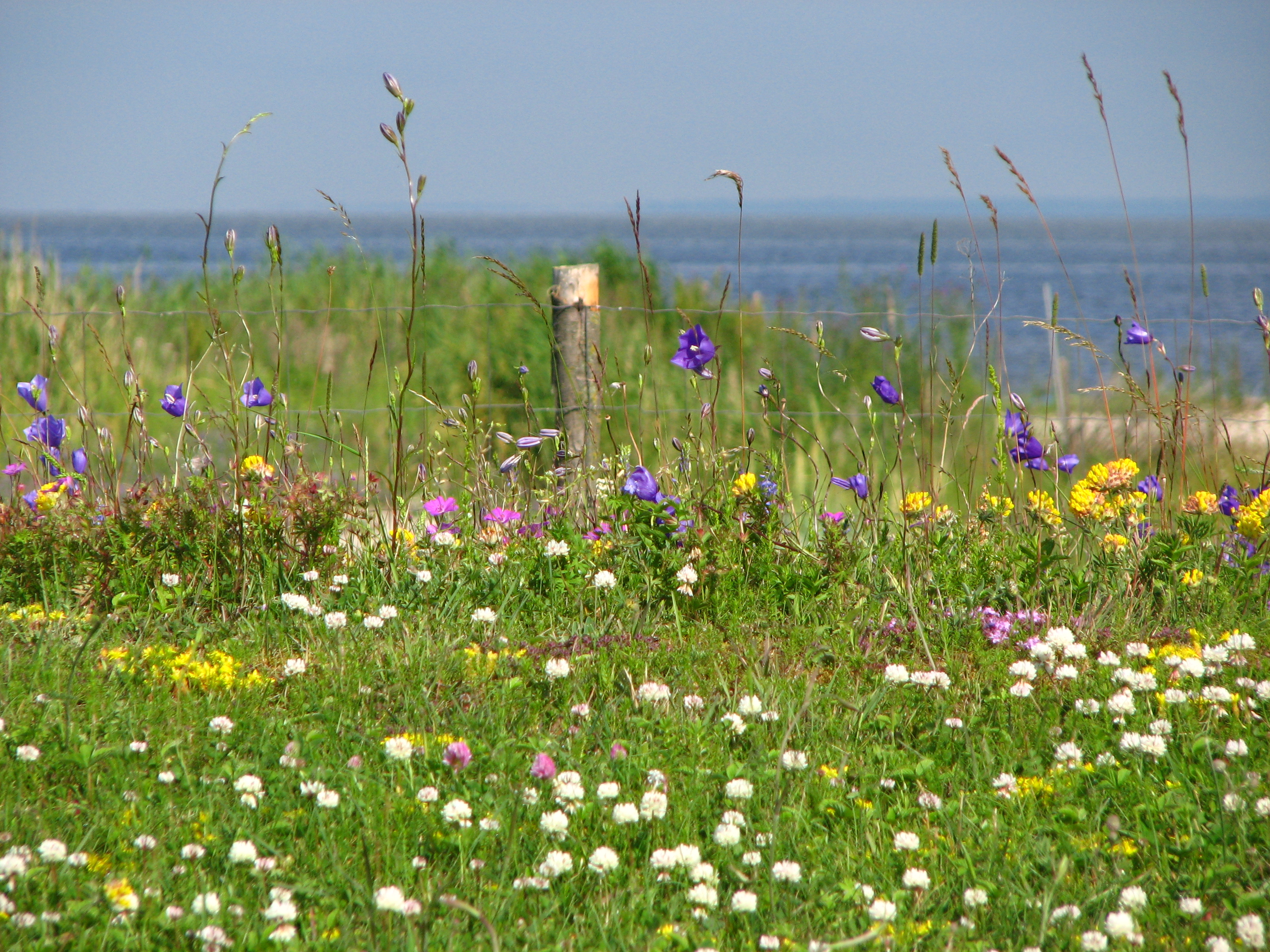
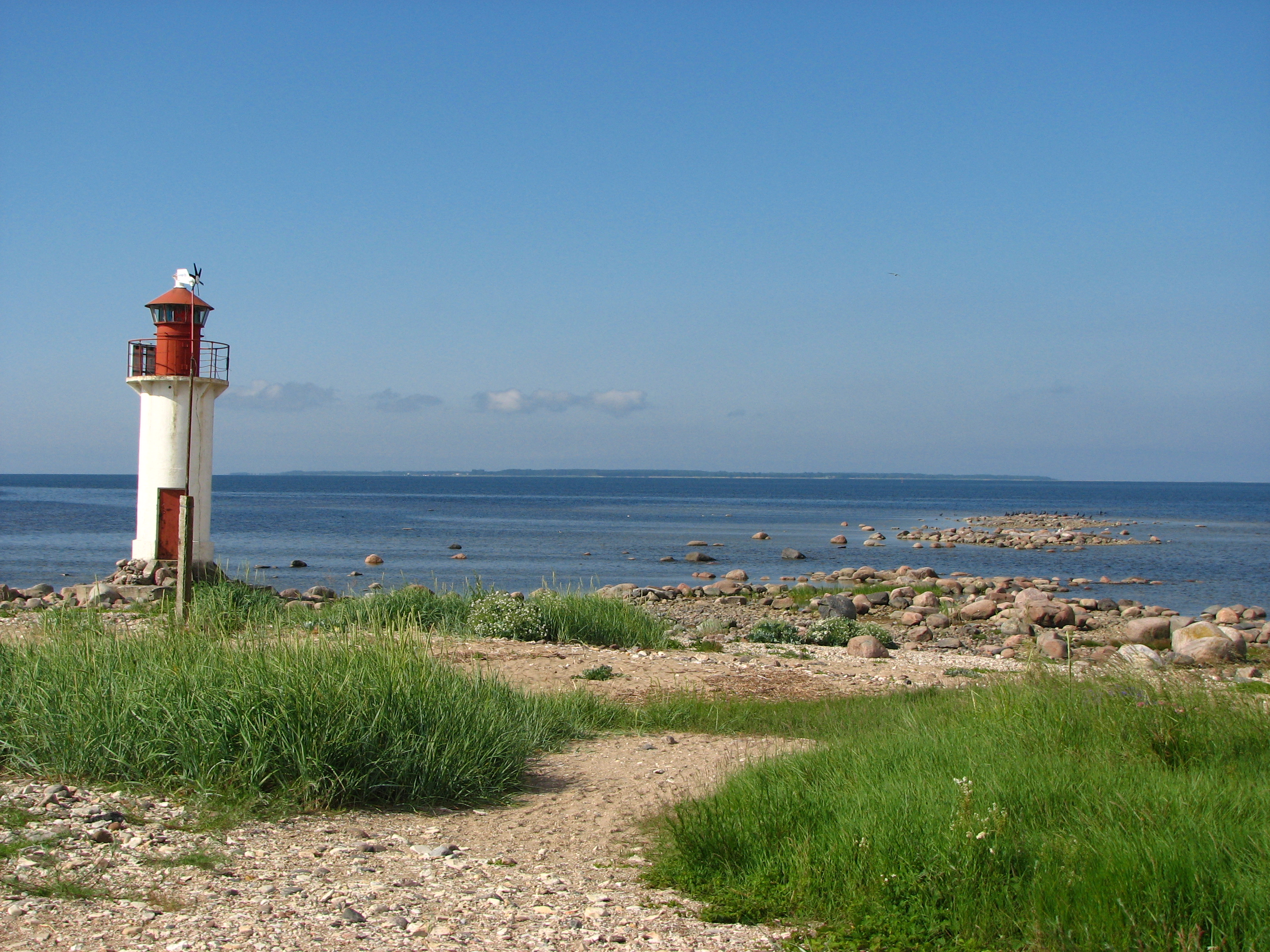
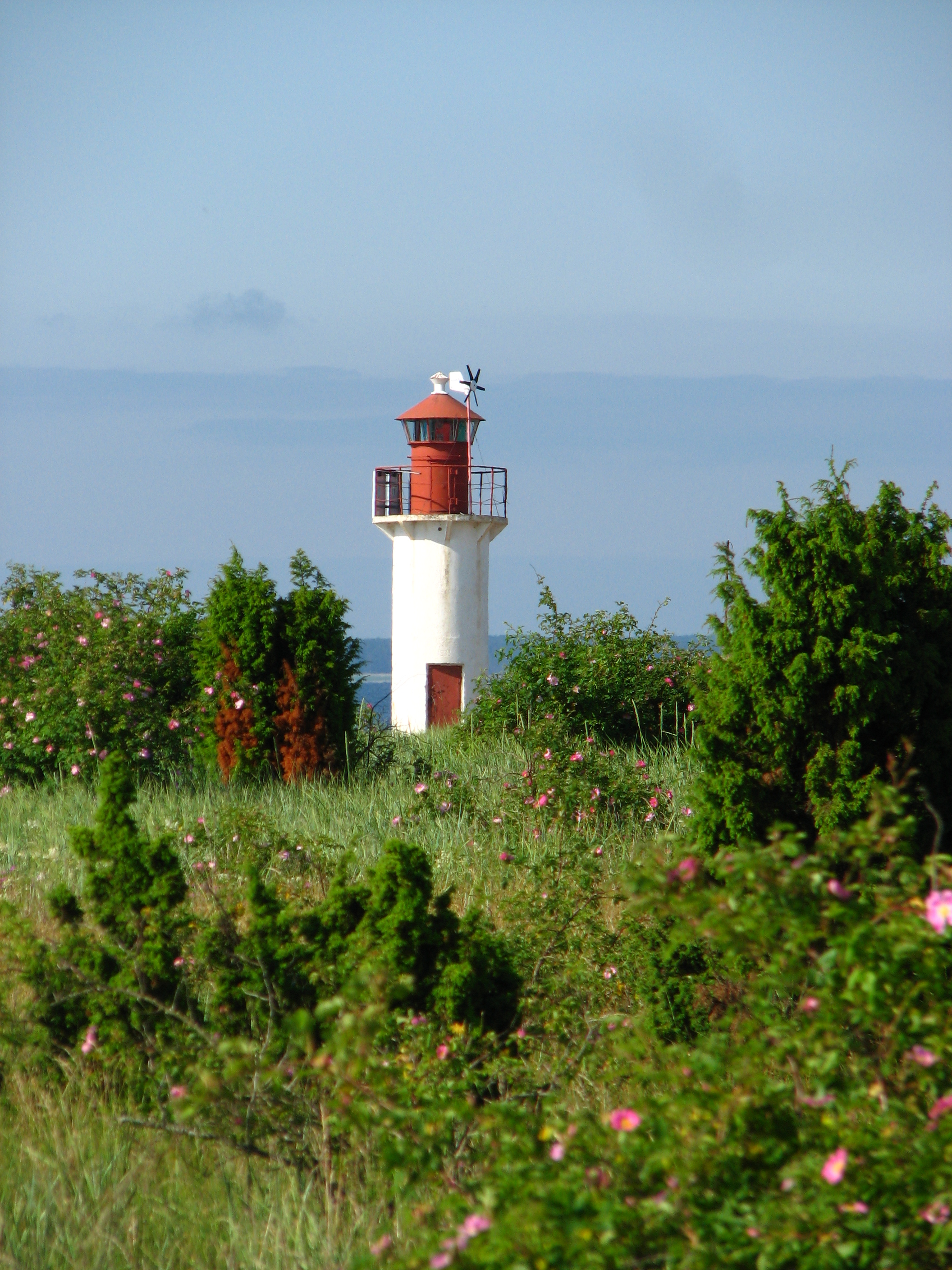